# Microsoft Works
Microsoft Works je programski paket tvrtke Microsoft. Manji, jeftiniji i manjih mogućnosti nego Microsoft Office uključuje program za obradu teksta - slabiji Microsoft Word, tablične kalkulacije - slabiji Microsoft Excel i bazu podataka slabiji Microsoft Access. U listopadu 2009. je objavljeno da se paket više neće prodavati izlaskom Officea 2010 i da je zamijenjen slabijom inačicom Officea Office Starter 2010. Ovaj paket radit će jedino na Windows XP SP1 platformi i prodavat će se isključivo uz nova računala, OEM.